# Janjeva
Janjeva (albanisch auch Janjevë, serbisch Јањево Janjevo) ist eine Ortschaft im Osten des Kosovo. Janjeva liegt etwa zehn Kilometer südöstlich der Hauptstadt Pristina und gehört zur Gemeinde Lipjan.

## Geschichte

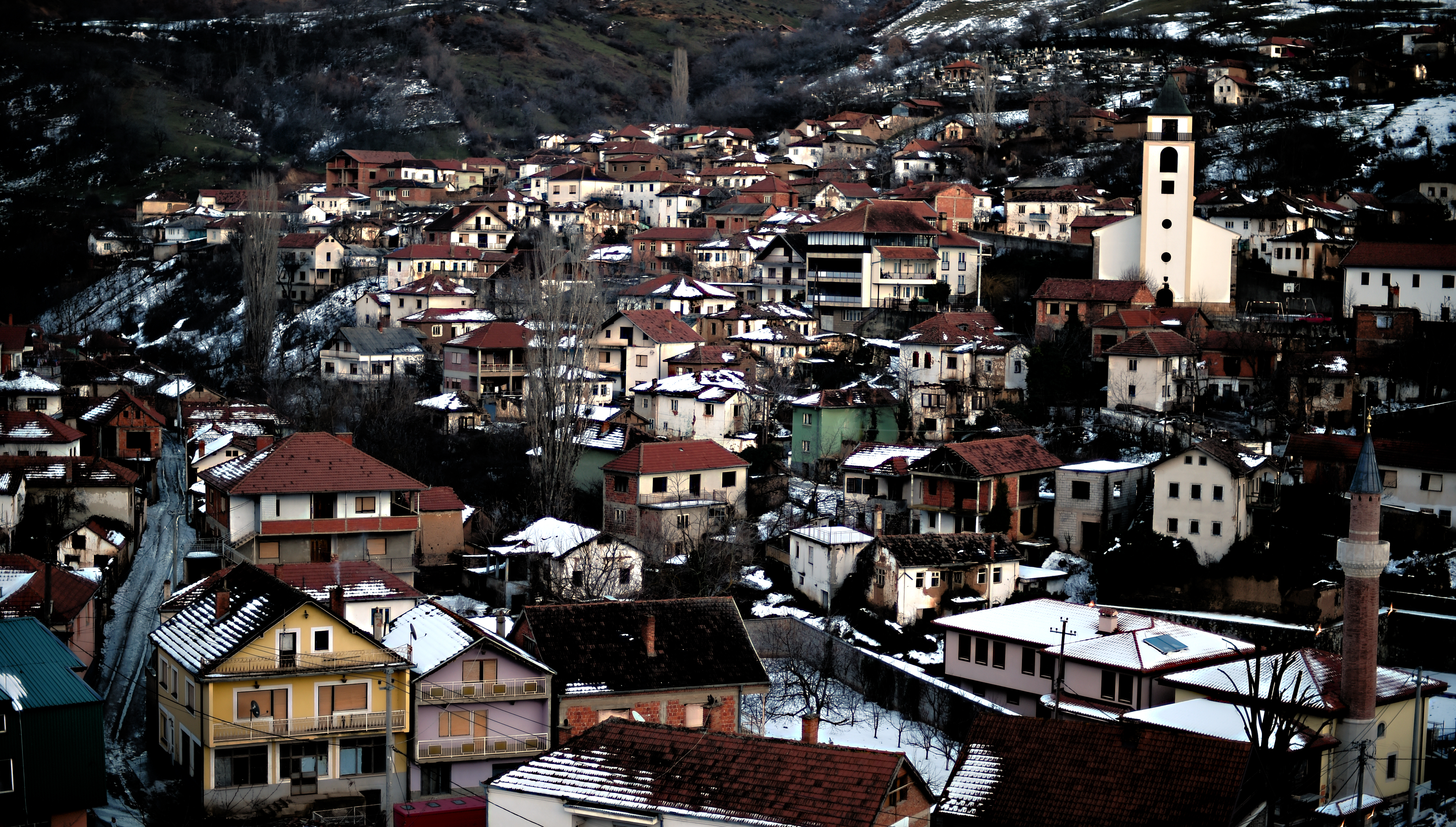
Ansicht auf Janjeva

Die erste schriftliche Erwähnung stammt von Papst Benedikt XII. aus dem Jahr 1303, darin wird Janjeva als Zentrum der katholischen Gemeinde des St. Nikolaus erwähnt.

## Bevölkerung

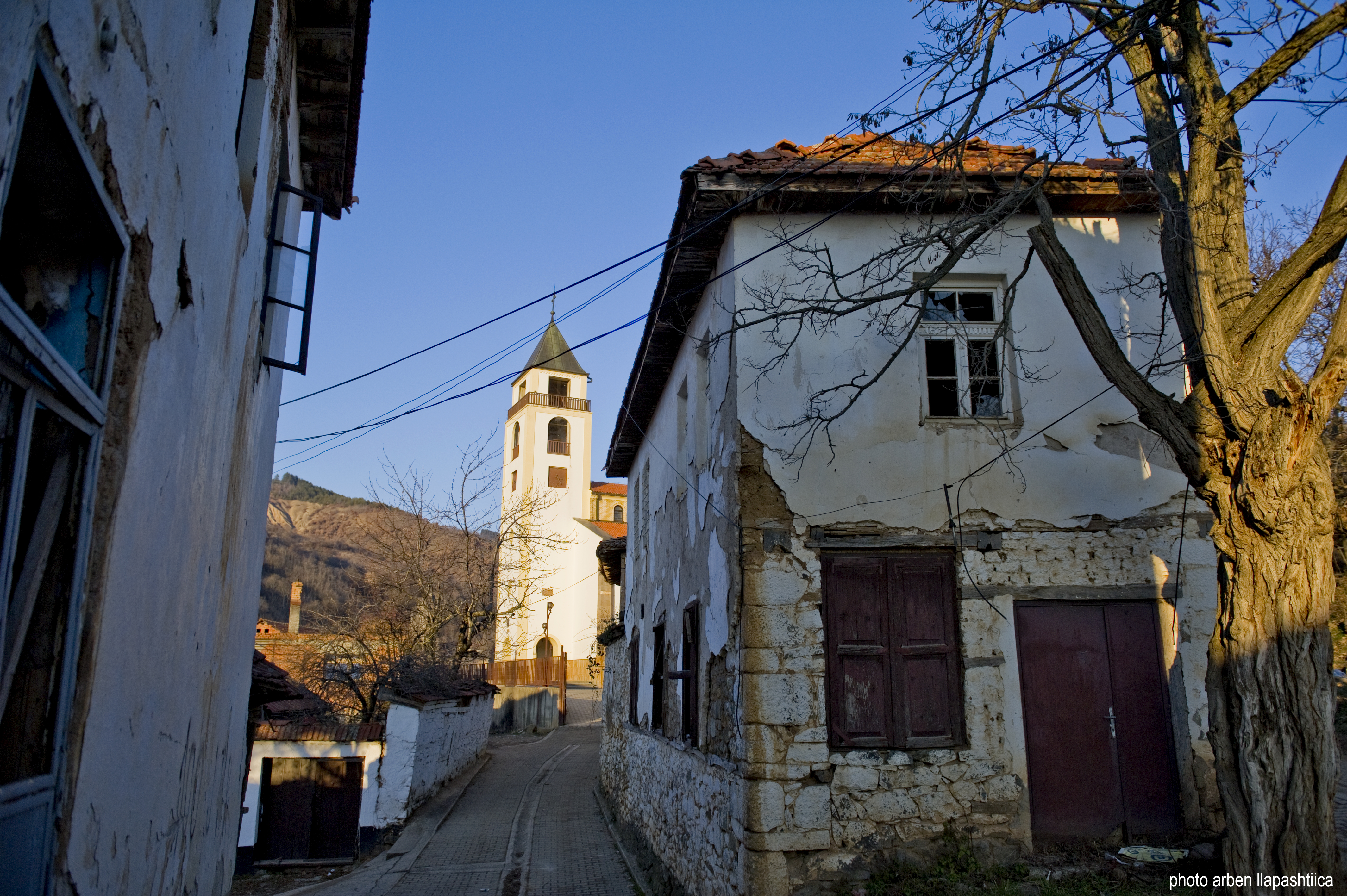
Verlassene Häuser im Ortszentrum

In Janjeva leben heute hauptsächlich Albaner, wobei Janjeva lange Zeit bis 1992 als Hochburg der Kroaten im Kosovo galt. Die Janjevci, wie die Kroaten aus Janjeva genannt wurden, machten Janjeva zu einer bekannten Stadt im Kosovo und in Teilen Kroatiens und Bosniens.
Eine 2011 durchgeführte Volkszählung ergab für Janjeva eine Einwohnerzahl von 2137. Davon bezeichneten sich 1586 (74,22 %) als Albaner, 188 (8,80 %) als Roma bzw. Aschkali, 118 (5,52 %) als Türken, fünf als Bosniaken und einer als Serbe. 234 Personen (10,95 %) gaben eine andere ethnische Zugehörigkeit an („kroatisch“ war keine Antwortmöglichkeit in Bezug auf die Ethnie).
| Zensus    | 1948 | 1953 | 1961 | 1971 | 1981 | 1991 | 2011 |
| --------- | ---- | ---- | ---- | ---- | ---- | ---- | ---- |
| Einwohner | 3090 | 3420 | 3762 | 4742 | 5086 | 4797 | 2137 |